# Смольна (Нижньосілезьке воєводство)
Смольна (пол. Smolna, нім. Schmollen) — село в Польщі, у гміні Олесниця Олесницького повіту Нижньосілезького воєводства.
Населення — 737 осіб (2011).
У 1975-1998 роках село належало до Вроцлавського воєводства.

## Демографія
Демографічна структура станом на 31 березня 2011 року:
|          | Загалом | Допрацездатний вік | Працездатний вік | Постпрацездатний вік |
| -------- | ------- | ------------------ | ---------------- | -------------------- |
| Чоловіки | 373     | 87                 | 261              | 25                   |
| Жінки    | 364     | 72                 | 225              | 67                   |
| Разом    | 737     | 159                | 486              | 92                   |